# Amiiformes
Die Amiiformes sind eine urtümliche Knochenfischordnung, die heute noch mit einer Gattung, den Kahlhechten (Amia), im östlichen Nordamerika vorkommt. In der Kreidezeit war die Ordnung weiter verbreitet. Fossilien wurden in Europa, Nordamerika, Ostasien (China, Japan, Thailand), Südsibirien und Tunesien gefunden. Die meisten Gattungen der Familie Amiidae lebten in Süßgewässern, während die meisten Gattungen der vier anderen Familien marin waren.

## Merkmale
Wie die rezenten Kahlhechte waren auch die ausgestorbenen Gattungen Raubfische mit hechtartigem, langgestreckten Körper. Sie konnten Körperlängen von etwa 10 cm bis fast zwei Meter (Caturus giganteus) erreichen, Kahlhechte werden maximal 90 cm lang. Als diagnostische Merkmale, die die Amiiformes von anderen Knochenfischordnungen unterscheiden, gelten der Verlust von zwei Knochen im Innenohr (Ophistotic bone and Pterotic bone) und nur zwei oder weniger verknöcherte Neuralbögen auf den Wirbelkörpern des hinteren Schwanzflossenskeletts.

## Innere Systematik
- Gattung † Nipponamia

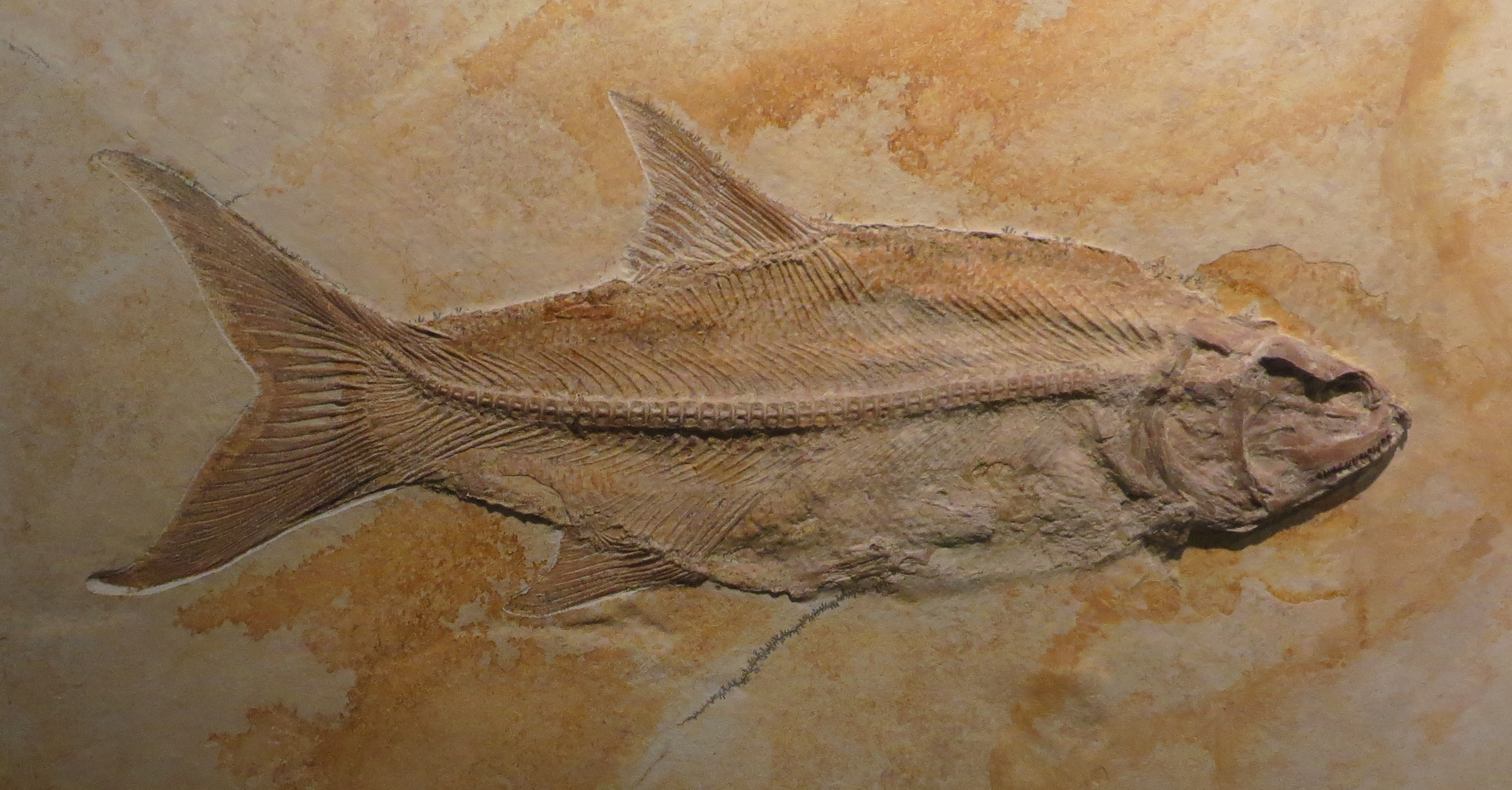
Ionoscopus cyprinoides

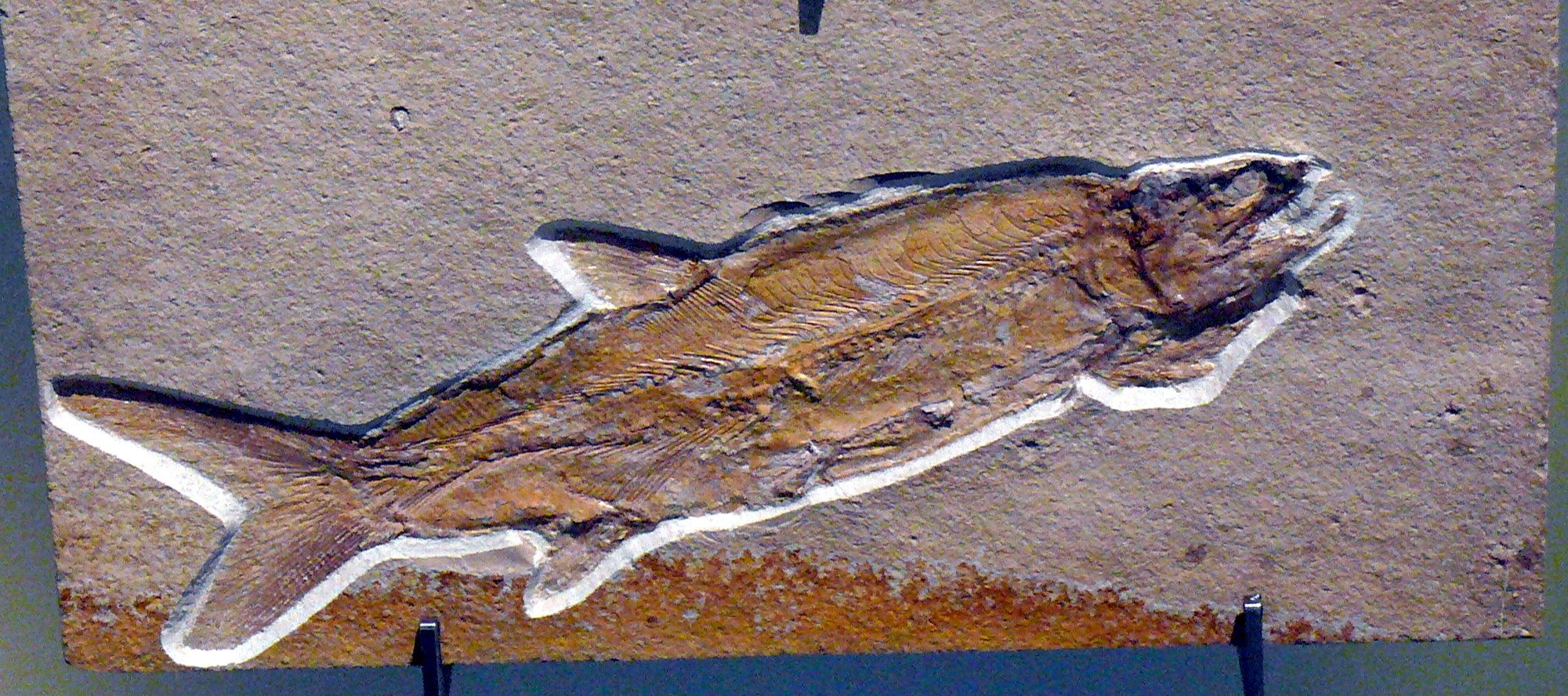
Caturus furcatus

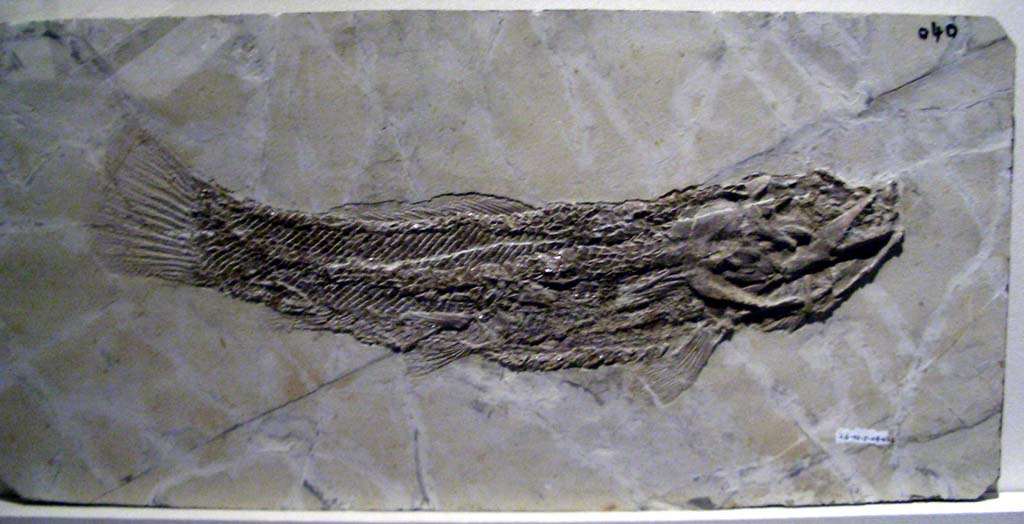
Sinamia

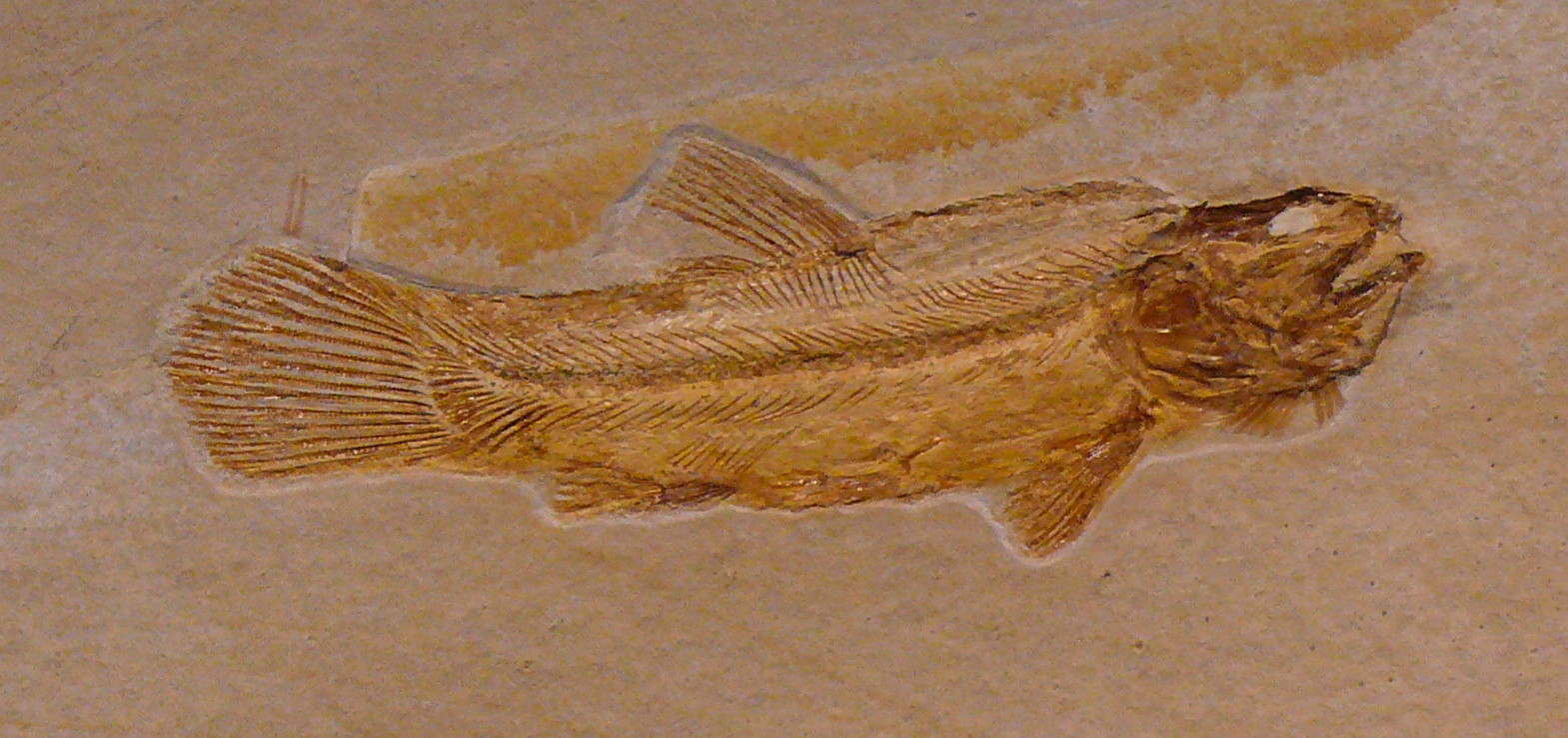
Amiopsis lepidota

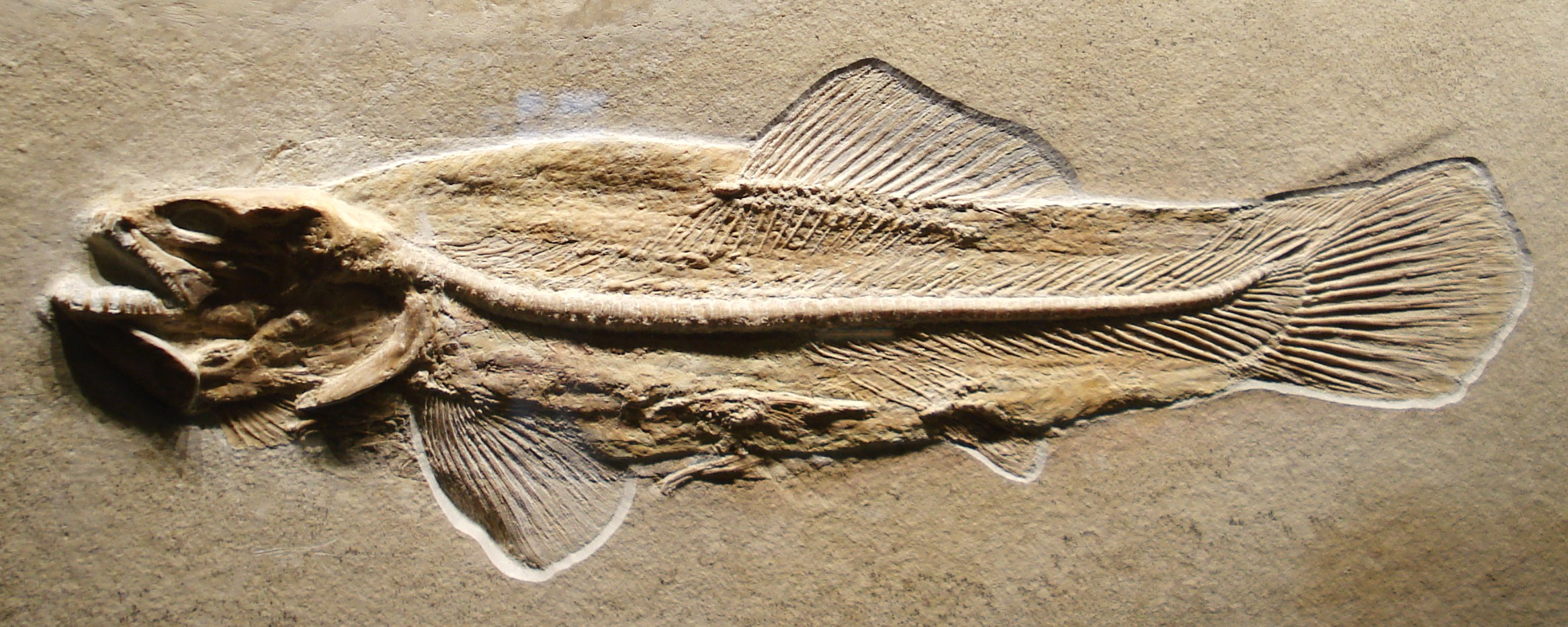
Solnhofenamia elongata

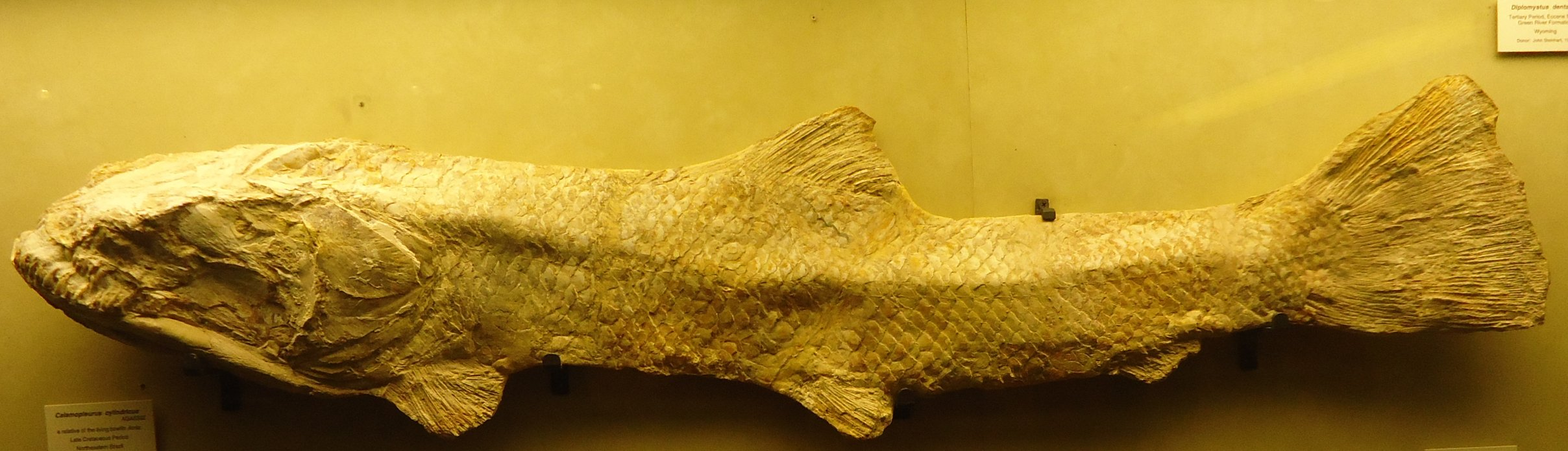
Calamopleurus cylindricus

- Familie † Ionoscopidae Lehman, 1966[1]
  - Gattung † Ionoscopus Thiolliére, 1858
  - Gattung † Oshunia Wenz & Kellner 1986
  - Gattung † Quetzalichthys Alvarado-Ortega & Espinosa-Arrubarrena 2008
- Unterordnung Caturoidei
  - Familie † Caturidae
    - Gattung † Amblysemius
    - Gattung † Caturus
    - Gattung † Furo
- Unterordnung Amioidei
  - Familie † Liodesmidae
    - Gattung † Liodesmus

  - Familie † Sinamiidae
    - Gattung † Ikechaoamia
    - Gattung † Sinamia
    - Gattung † Siamamia

  - Familie Amiidae
    - Unterfamilie Amiinae (Oberkreide bis heute)
      - Gattung Amia
      - Gattung † Cyclurus
      - Gattung † Pseudamiatus

    - Unterfamilie Amiopsinae (Unterkreide)
      - Gattung † Amiopsis

    - Unterfamilie Solnhofenamiinae (Oberjura)
      - Gattung † Solnhofenamia

    - Unterfamilie Vidalamiinae (mittlere Kreide bis Eozän)
      - Gattung † Calamopleurus
      - Gattung † Maliamia
      - Gattung † Melvius
      - Gattung † Pachyamia
      - Gattung † Vidalamia